# Nationalpark Kosterhavet

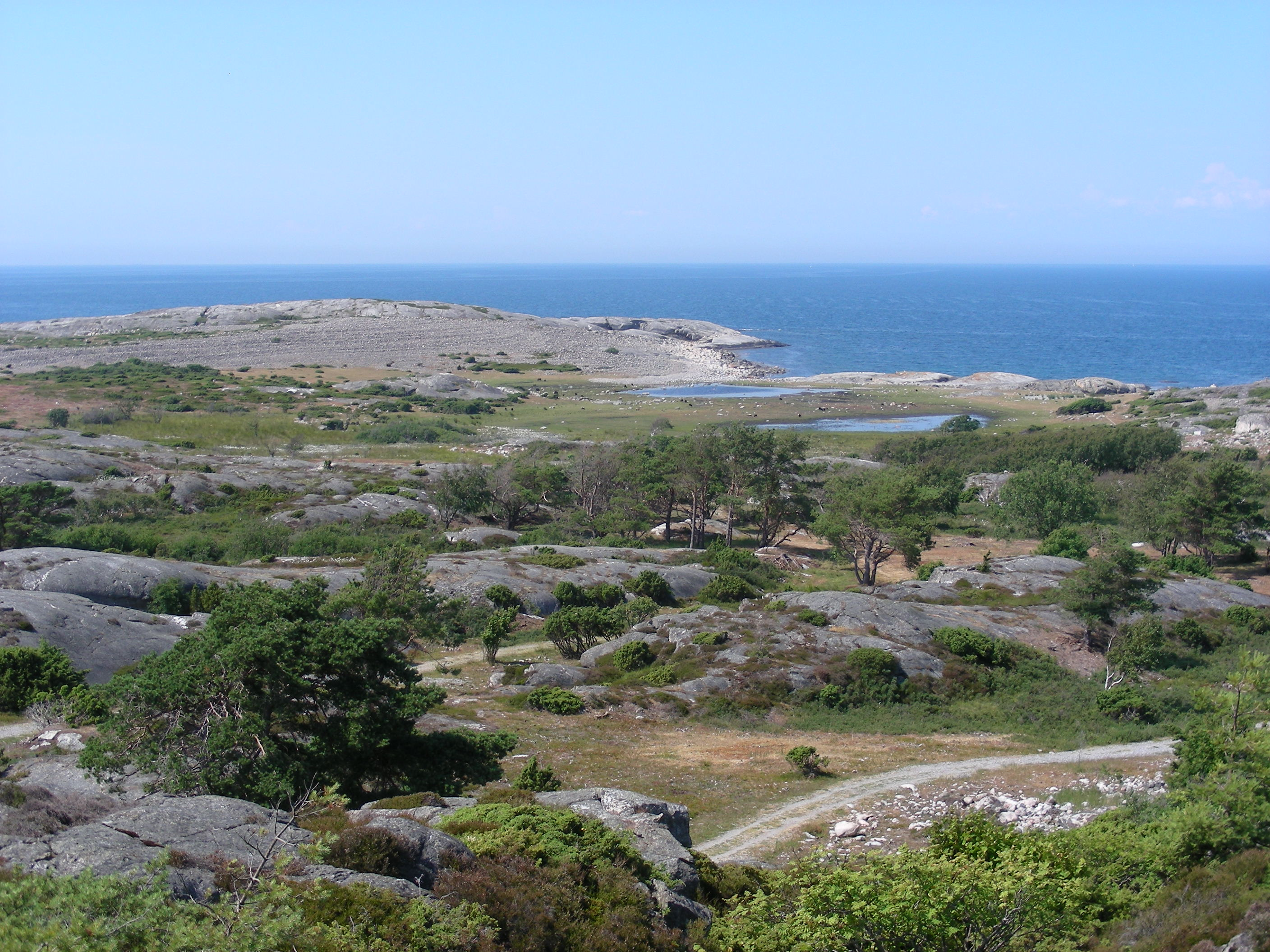
Landschaft im Kosterhavet Nationalpark

Der Nationalpark Kosterhavet liegt an der schwedischen Westküste und ist Schwedens erster Meeres-Nationalpark. Der 365 km² große Park wurde am 9. September 2009 ausgewiesen. Der Park ist Teil des Skagerrak und erstreckt sich auf dem Gebiet der Gemeinden Strömstad und Tanum in Bohuslän, Västra Götaland län. Im Norden schließt der Nationalpark an den im gleichen Jahr ausgewiesenen Norwegischen Marinepark Ytre Hvaler an. Kosterhavet erfüllt nicht die internationalen Managementstandards der IUCN für Schutzgebiete der Kategorie II (Nationalpark).

## Geographie
Der Nationalpark umfasst Teile des Skagerrak und der Landflächen rund um den Kosterfjord sowie die Gewässer südlich davon. In Summe bedeckt er ein Gebiet von 365 km², davon 12 km² Landfläche, unter anderem auch Teile der bewohnten Inseln Nordkoster, Sydkoster und Saltö. Der Park erstreckt sich über die Gemeinden Strömstad und Tanum. Im Norden schließt sich der norwegische Nationalpark Ytre Hvaler an; zusammen steht ein Gebiet von insgesamt 719 km² unter Schutz.

## Geschichte
Die Idee in diesem Gebiet einen Meeres-Nationalpark zu schaffen, entstand in den späten 1980er und den 1990er Jahren als sowohl Meeresbiologen als auch Umweltverbände die Bedeutung des Fjords erkannten. Der schwedische Naturschutzverband Svenska Naturskyddsföreningen setzte sich bei Behörden für eine Ausweisung als Nationalpark ein, produzierte Videofilme über die Bedeutung des Meeresgebiets und betrieb eine Postkartenaktion, die sich an die Behörden und einzelne Schlüsselpersonen richtete.